# 揮發性記憶體
揮發性記憶體（英語：Volatile memory）是指當電流中斷後，所儲存的資料便會消失的電腦記憶體。与之相对的是非揮發性記憶體 ，后者的電源供應中斷後，記憶體所儲存的資料也不會消失，只要重新供電後，就能夠讀取內存資料。

## 主体類型
揮發性記憶體主要有以下類型：
- RAM（Random Access Memory，隨機存取記憶體）
  - DRAM（Dynamic Random Access Memory，動態隨機存取記憶體）
  - SRAM（Static Random Access Memory，靜態隨機存取記憶體）

### DRAM 的分支
旧规格：
- 快页模式内存 Fast Page Mode (FPM)
- 扩展数据输出内存 Extended Data Out RAM (EDO RAM)
- 突发模式扩展数据输出内存 Burst EDO DRAM (BEDO)
- 同步動態記憶體 (SDRAM)
- 存储器总线式动态随机存储器 Rambus Dynamic Random Access Memory(RDRAM)
- 直达存储器总线式内存Direct Rambus DRAM (DRDRAM)

显示卡内存:
- 同步图形动态内存 Synchronous Graphics RAM (SGRAM)
- 视讯随机存取存储器 Video DRAM (VRAM)
- 窗口式显示内存（WRAM）
- 多槽动态内存 （MDRAM）
- 图形双通道同步动态随机存取记忆体一至五代 Graphics Double Data Rate 1-5(GDDR)

现时规格：
- Pseudostatic RAM (PSRAM)伪静态随机存取内存
- 低延迟动态随机存取存储器 Reduced Latency DRAM (RLDRAM)
- 四倍数据倍率同步动态随机存取记忆体一至二代(QDR SRAM、QDR 2)
- 双通道同步动态随机存取记忆体一至四代 Double Data Rate SDRAM 1-4(DDR、DDR2、DDR3、DDR4)

未来规格：

## 外部連結
- 圖解RAM結構與原理，系統記憶體的Channel、Chip與Bank （页面存档备份，存于）
- 記憶體插槽演化史，從體積、功能區分RAM插槽規格，DIP、DIMM、VLP、FBDIMM你認識多少？ （页面存档备份，存于）